# Cheironitis moeris
Cheironitis moeris är en skalbaggsart som beskrevs av Peter Simon Pallas 1781. Cheironitis moeris ingår i släktet Cheironitis och familjen bladhorningar. Inga underarter finns listade i Catalogue of Life.